# Valcha (přírodní památka, okres Mladá Boleslav)
Přírodní památka Valcha byla vyhlášena 28. září 2013. Území se nachází ve Středočeském kraji, v okrese Mladá Boleslav, asi 4 kilometry východně od města Bělá pod Bezdězem na jeho katastrálním území, severně u železniční trati Bakov nad Jizerou – Jedlová mezi zastávkou Bělá pod Bezdězem zastávka a osadou Šubrtov. Území se překrývá se stejnojmennou evropsky významnou lokalitou Natura 2000.

## Důvod ochrany

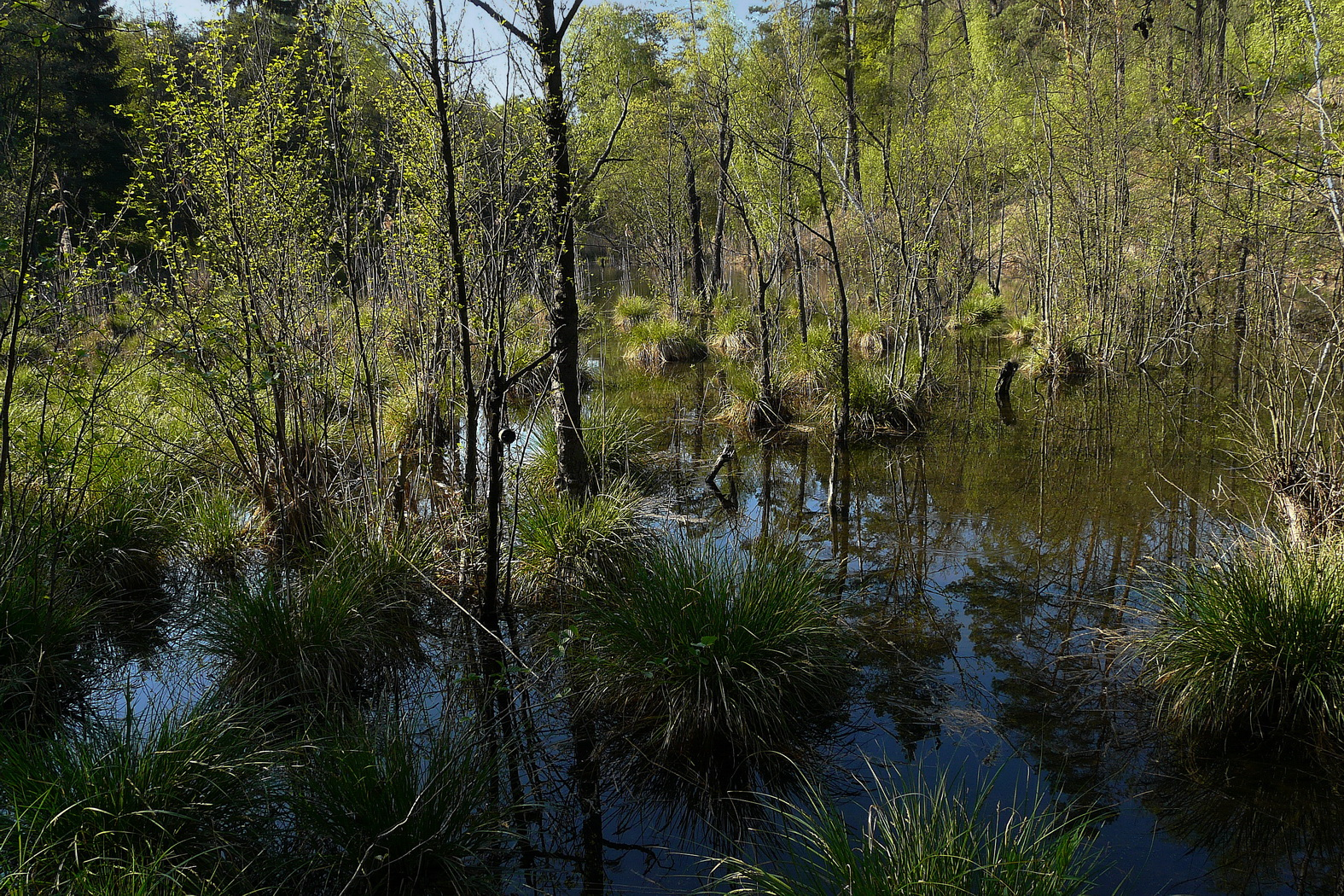
Mokřadní vegetace v rybníčku

Důvodem ochrany je lesní rybníček a navazující mokřady tvořící biotop vzácných a ohrožených druhů rostlin a živočichů, obzvláště vrkoče bažinného a popelivky sibiřské.

## Popis lokality
Je to zazemňující se lesní rybníček (někdy zván Tůň Hájovna dle bývalé hájovny na břehu) s navazujícími mokřady v postranní rokli na levé straně údolí říčky Bělé.
Násep železniční trati tvoří v podstatě hráz rybníčku a propustkem v náspu odtéká voda do Bělé. Rybníček a mokřady vznikly pravděpodobně zatopením deprese právě při stavbě železniční trati. Za náspem a tokem Bělé se k východu táhne areál Bělských papíren. Vodoteč napájející rybníček se nazývá Radechovské povodí (dle blízkého vrchu Radechov). Na východní straně stoupá terén do poměrně prudkého svahu.
Geologické podloží je tvořeno jizerským souvrstvím středního turonu s vložkami vápnitých pískovců. Lokalita je součástí Jizerské tabule.
Populace vrkoče bažinného žije zejména v ostřicových dobře zavodněných mokřadech včetně bultů (vyvýšené útvary) ostřice latnaté. V mělkém oligotrofním rybníčku se vyskytují vodní makrofyta: růžkatec ostnitý, okřehek menší a zejména vzácná bublinatka menší. V severní části území se nachází mokřadní olšina s olší lepkavou, olší šedou, břízou pýřitou a příměsí smrku ztepilého. V olšině a na okrajích vodní plochy je méně početná, ale vitální populace naturového druhu popelivka sibiřská.